# Стимулююча фіскальна політика
Експансіоністська або стимулююча фіскальна політика (англ. Expansional fiscal policy) — це заходи уряду, спрямовані на збільшення урядових закупівель або скорочення чистих податків або з метою виходу зі спаду, або з метою створення передумов для переобрання уряду.
У другому випадку фіскальна політика є джерелом інфляції, оскільки сприятливими умовами для переобрання уряду зазвичай вважається період підйому зі зниженням рівнем безробіття.